# Grand dodécicosidodécaèdre
En géométrie, le grand dodécicosidodécaèdre est un polyèdre uniforme non-convexe, indexé sous le nom U61.
Il partage son arrangement de sommets, son arrangement d'arêtes ainsi que ses faces triangulaires et pentagrammiques avec le grand rhombicosidodécaèdre uniforme.